# Évêque de Colchester
L'évêque de Colchester (Bishop of Colchester en anglais) est un titre épiscopal utilisé par un évêque suffragant du diocèse de l'Église d'Angleterre de Chelmsford, dans la province de Canterbury en Angleterre.
L'évêque actuel est Roger Morris, ancien Archidiacre de Worcester, qui a été consacré évêque de Colchester le 25 juillet 2014 à la cathédrale St Paul's.
Le titre tire son nom de la ville de Colchester dans l’Essex et a été créé pour la première fois en vertu du la Suffragan Bishops Act 1534. Les évêques suffragants ont été placés sous la juridiction de plusieurs diocèses. Ils ont été nommés à l'origine pour le diocèse de Londres, mais a changé en 1845 pour le diocèse de Rochester et à nouveau en 1877 pour le diocèse de St Albans. Avec la création du diocèse de Chelmsford en 1914, les évêques suffragans sont désormais placés sous la juridiction de l'évêque de Chelmsford. Les évêques suffragants de Colchester sont des évêques de secteur depuis la création en 1983 du système d'area de Chelmsford.

## Liste des évêques
| Évêque de Colchester | Évêque de Colchester | Évêque de Colchester | Évêque de Colchester                            |
| De                   | Jusqu'à              | Titulaire            | Notes                                           |
| -------------------- | -------------------- | -------------------- | ----------------------------------------------- |
| 1536                 | 1541                 | William More         | Consacré le 22 octobre 1536; décédé en 1541.    |
| 1541                 | 1592                 | en abeyance          | en abeyance                                     |
| 1592                 | 1608                 | John Sterne          | Consacré le 12 novembre 1592; décédé en 1608.   |
| 1608                 | 1882                 | en abeyance          | en abeyance                                     |
| 1882                 | 1894                 | Alfred Blomfield     |                                                 |
| 1894                 | 1909                 | Henry Johnson        |                                                 |
| 1909                 | 1922                 | Robert Whitcombe     |                                                 |
| 1922                 | 1933                 | Thomas Chapman       |                                                 |
| 1933                 | 1946                 | Charles Ridsdale     |                                                 |
| 1946                 | 1966                 | Dudley Narborough    |                                                 |
| 1966                 | 1988                 | Roderic Coote        | Ancien Évêque de Fulham; premier évêque en 1983 |
| 1988                 | 1995                 | Michael Vickers      |                                                 |
| 1995                 | 2001                 | Edward Holland       | Ancien Évêque Suffragant d'Europe               |
| 2001                 | 2013                 | Christopher Morgan   | [ 5 ]                                           |
| 25 juillet 2014      | present              | Roger Morris         | Auparavant Archidiacre de Worcester.            |
| Source(s),:          |                      |                      |                                                 |